# Aero Boero AB-210
Die Aero Boero AB-210 ist eine modernisierte Weiterentwicklung der Vorgängermodelle Aero Boero AB-95 bis Aero Boero AB-180. Zu den gravierendsten Änderungen gehören ein Bugradfahrwerk und das stärkere Triebwerk Continental IO-360 mit 155 kW. Das Flugzeug bietet Platz für einen Piloten und drei Passagiere. Die Entwicklung des Flugzeugs begann 1968. Der Erstflug fand am 22. April 1971 statt.

## Varianten
- AB-210 - Die aus der Aero Boero AB-180 weiterentwickelte Version, von einem Continental IO-360 Kolbenmotor mit 160 kW angetrieben, eine gebaut.[1]
- AB-260 - Die von einem Lycoming O-540 mit 194 kW angetriebene Version, eine gebaut.[1]

## Technische Daten
| Kenngröße             | Daten                                                            |
| --------------------- | ---------------------------------------------------------------- |
| Besatzung             | 1                                                                |
| Passagiere            | 2                                                                |
| Länge                 | 7,40 m                                                           |
| Spannweite            | 10,40 m                                                          |
| Höhe                  | 2,70 m                                                           |
| Flügelfläche          | 16,40 m²                                                         |
| Leermasse             | 670 kg                                                           |
| max. Startmasse       | 1100 kg                                                          |
| Reisegeschwindigkeit  | 225 km/h                                                         |
| Höchstgeschwindigkeit | 235 km/h                                                         |
| Steigrate             | 6 m/s                                                            |
| Dienstgipfelhöhe      | 7000 m                                                           |
| Reichweite            | 800 km                                                           |
| Triebwerke            | 1 × Continental IO-360 luftgekühlter 6 Zylinder, 160 kW (210 PS) |